# Seftigen
Seftigen (toponimo tedesco) è un comune svizzero di 2 191 abitanti del Canton Berna, nella regione dell'Oberland (circondario di Thun).

## Storia
Seftigen è stato il capoluogo dell'omonimo distretto fino alla sua soppressione nel 2009.

## Società

### Evoluzione demografica
L'evoluzione demografica è riportata nella seguente tabella:
Abitanti censiti

## Infrastrutture e trasporti
Seftigen è servito dall'omonima stazione sulla ferrovia Gürbetalbahn.

## Amministrazione
Ogni famiglia originaria del luogo fa parte del cosiddetto comune patriziale e ha la responsabilità della manutenzione di ogni bene ricadente all'interno dei confini del comune.